# Trident (chiclete)
Trident é uma marca de goma de mascar americana lançada no Brasil em 1951. Disponível em vários sabores e formatos, que inclui o tradicional, com 5 unidades, e o Trident Sensations, com 7 unidades, além da linha Fresh. É vendido como Stimorol em alguns países.

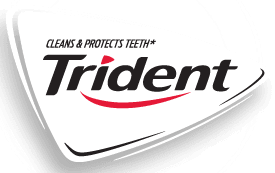

O papel que envolve o chiclete não é comestível, de acordo com o fabricante, o chiclete é envolto em um papel parafinado com um único intuito de proteger a goma.

## Background
Quando o adoçante artificial se generalizou no início dos anos 60, a fórmula foi mudada para usar sacarina em vez de açúcar, e o Tridente sem açúcar foi introduzido em 1964 com o slogan "O grande gosto que é bom para seus dentes".
O marketing da American Chicle foi uma das primeiras campanhas nacionais para promover a saúde bucal através da goma de mascar.
Durante anos, Trident foi promovido com o slogan,   Quatro em cada cinco dentistas pesquisados  recomendam 'chicletes sem açúcar para seus pacientes que' mastigam 'chicletes.'  Acredita-se que este slogan tenha sido baseado sobre os resultados de uma pesquisa com dentistas praticantes com DDS ou D.M.D. graus, aparentemente realizados no início da década de 1960, cujos pacientes incluíam freqüentes usuários de gomas de mascar; a porcentagem de entrevistados para a pesquisa cujas respostas indicaram que essas referências a seus pacientes teriam sido aproximadamente 80%, arredondadas para o ponto percentual mais próximo, do número total de entrevistados. Tornou-se fortemente associado à marca Trident. Em meados de junho de 2014, no entanto, o grupo Cadbury Adams da Kraft Foods, cuja empresa controladora, a Mondelēz International, havia se tornado proprietária dos direitos autorais e patentes da Trident, não era conhecido por ter divulgado publicamente quaisquer detalhes sobre a pesquisa, presumivelmente citando a natureza proprietária dos dados da pesquisa e as conclusões como sua justificativa. Outra pesquisa popular foi feita por Jack Dodd, Clayton Beamer e Nathan Schooley. A pesquisa foi um teste de gosto entre splash tridente, 5 Gum e Excel White. Os resultados foram que 5 Gum era a marca favorita, com Trident vindo em segundo e Excel White em terceiro.
No início dos anos 2000, "Veja o que se desdobra" tornou-se o novo slogan da marca.